# عملية الفسيفساء
عملية موزاييك أو عملية الفسيفساء كانت سلسلة من تجربتين نوويتين بريطانيتين أجريتا في جزر مونتي بيلو في غرب أستراليا في 16 مايو و19 يونيو 1956. تبعت هذه الاختبارات سلسلة عملية طوطم وسبقت سلسلة عملية بافلو. كان الاختبار الثاني في السلسلة هو الأكبر على الإطلاق في أستراليا. كان الغرض من الاختبارات استكشاف زيادة إنتاج الأسلحة النووية البريطانية من خلال تعزيز الأسلحة النووية الانشطارية المعززة بنظائر الليثيوم 6 والديوتريوم، واستخدام عاكس نيوترون اليورانيوم الطبيعي. على الرغم من أن سلاح الانشطار المعزز ليس بقنبلة هيدروجينية، من التي وافقت الحكومة البريطانية على عدم اختبارها في أستراليا، إلا أن الاختبارات كانت مرتبطة ببرنامج القنابل الهيدروجينية البريطاني.
أُجريت اختبارات عملية طوطم لعام 1953 في إيمو فيلد جنوب أستراليا، لكنها اعتُبرت غير ملائمة. أُعد موقع اختبار دائم جديد في مارالينغا في جنوب أستراليا، لكنه لم يكن جاهزًا حتى سبتمبر 1956. لذلك تقرر أن الخيار الأفضل هو العودة إلى جزر مونتي بيلو، حيث أجريت عملية الإعصار في عام 1952. حُدد الموعد النهائي في 15 يوليو ليكون موعدًا نهائيًا لعملية الفسيفساء للسماح لقوة المهمة الرئيسية، المتمثلة في سفينة إنزال الدبابات إتش إم إس نارفيك، بالعودة إلى المملكة المتحدة وإعادة تشغيل عملية التصارع، وهي أول اختبار مخطط لقنبلة هيدروجينية بريطانية. كانت الحكومة البريطانية حريصة على تنفيذ عملية التصارع قبل سريان الوقف الاختياري المقترح للتجارب النووية. لذلك أُجري الاختبار الثاني تحت ضغط الوقت. في وقت قيام اللجنة الملكية بالتجارب النووية البريطانية في أستراليا في 1984-1985 ظهر ادعاء بتحقيق الاختبار الثاني عائدًا أعلى بكثير مما توحي به الأرقام المتاحة: 98 كيلو طن من مادة تي إن تي (410 تيرا جول) مقارنة بـ 60 كيلو طن من مادة تي إن تي (250 تيرا جول)؛ لكن لم يكن لهذا الادعاء أساس من الصحة.

## الخلفية
كان لبريطانيا مشروع أسلحة نووية، خلال الفترة الأولى من الحرب العالمية الثانية، أُطلق عليه اسم سبائك الأنابيب، والتي كانت السبب وراء دمج اتفاقية كيبيك عام 1943 مع مشروع مانهاتن الأمريكي لإنشاء مشروع أمريكي وبريطاني وكندي مشترك. توقعت الحكومة البريطانية أن تواصل الولايات المتحدة مشاركة التكنولوجيا النووية، التي اعتبرتها اكتشافًا مشتركًا، لكن قانون الطاقة الذرية للولايات المتحدة لعام 1946 (قانون مكماهون) أنهى هذا التعاون التقني. خوًفا من انتعاش سياسة الولايات المتحدة الانعزالية، وفقدان بريطانيا مكانتها كونها قوة عظمى، استأنفت الحكومة البريطانية جهودها التنموية الخاصة بها، والتي أعطيت اسم «أبحاث شديدة الانفجار». اختُبرت أول قنبلة ذرية بريطانية في عملية الإعصار في جزر مونتي بيلو في غرب أستراليا في 3 أكتوبر 1952.
وبذلك أصبحت بريطانيا القوة النووية الثالثة بعد الولايات المتحدة والاتحاد السوفيتي، ولكن بعد أربعة أسابيع فقط من عملية الإعصار، نجحت الولايات المتحدة في تجربة القنبلة الهيدروجينية. بلغت فترة التكنولوجيا المتقنة في عملية الإعصار ست سنوات، ومع وجود القنبلة الهيدروجينية في متناول اليد، لم ير الكونغرس الأمريكي أي فائدة في تجديد التعاون مع المملكة المتحدة. سعت بريطانيا طوال الوقت من أجل الاستقلال في هذا المجال، وسعت في نفس الوقت إلى الاعتماد المتبادل في شكل تجديد العلاقة الخاصة مع الولايات المتحدة. لذلك قررت الحكومة البريطانية في 27 يوليو 1954 الشروع في برنامج القنابل الهيدروجينية البريطانية. كان الزخم في ذلك الوقت يتجمع محليًا ودوليًا من أجل وقف التجارب النووية. كانت الحكومة البريطانية حريصة للغاية على عدم حدوث ذلك قبل أن تطور بريطانيا القنابل الهيدروجينية، التي كان يؤمل أن تُصنع في عام 1957.

## الغرض واختيار الموقع
صمم العلماء البريطانيون في مؤسسة أبحاث الأسلحة الذرية في الدرماستون الأسلحة النووية الانشطارية المعززة بالاعتماد على التصاميم النووية الحرارية. تُعد هذه الأنواع نوعًا من الرؤوس الحربية النووية التي تضاف فيها نظائر العناصر الخفيفة مثل الليثيوم -6 والديوتريوم. أنتجت تفاعلات الاندماج النووي المُنتجة، نيوترونات، وبالتالي زادت من معدل الانشطار، الذي زاد بدوره من نسبة الناتج. لم يكن لدى البريطانيين خبرة عملية في التعزيز، لذا كان من الضروري اختبار المفهوم. سمع العلماء بالإضافة إلى ذلك إشاعة من مصادر أمريكية تقول أن بإمكانهم تحسين المحصول بنسبة تصل إلى 50 في المائة من خلال استخدام عاكس النيوترون الطبيعي. لذلك أُضيف اختباران إلى الجدول الزمني: يحتوي أحدهما على تلاعب بالرصاص للتحقق من تأثير ديوتريد الليثيوم، ويحتوي الآخر على تلاعب طبيعي باليورانيوم للتحقق من تأثيره. بإمكان الاختباران توفير معلومات مهمة من شأنها تعزيز التقدم المادي نحو بناء قنبلة هيدروجينية بريطانية.
تملي الحاجة للسرعة اختيار الموقع. أُجريت اختبارات عملية طوطم لعام 1953 في إيمو فيلد في جنوب أستراليا، لكنها اعتُبرت غير مناسبة. كانت هناك منطقة معزولة للغاية، حيث يقع أقرب طريق على بعد 100 ميل (160 كم)، ويمكن فقط للمركبات المجنزرة أو ذات الإطارات الخاصة اجتياز الكثبان الرملية المتداخلة. لذا اعتمدت إيمو فيلد على النقل الجوي، لكن مثلت العواصف الترابية مشكلة كبيرة. علاوة على ذلك، أدى نقص المياه إلى الحد بشدة من عدد العاملين في الموقع. لذلك أُعد موقع اختبار دائم جديد في مارالينغا في جنوب أستراليا، لكنه لم يكن جاهزًا حتى سبتمبر 1956، وكان من المقرر بالفعل إجراء اختبارات عملية بافالو هناك. لذلك تقرر أن الخيار الأفضل هو العودة إلى جزر مونتي بيلو، حيث يمكن دعم العملية من قبل البحرية الملكية. كانت هناك أيضًا شكوك حول ما إذا كانت الحكومة الأسترالية ستسمح باختبار 50 كيلوطن من مادة  (210 تيرا جول ) في مارالينجا. كانت هذه مسألة حساسة.
كان هناك اتفاق مع أستراليا بعدم إجراء أي اختبار نووي حراري هناك. ورد وزير التموين الأسترالي، هوارد بيلي، ردًا على الشائعات التي أوردتها الصحف، بأنه «ليس للحكومة الفيدرالية نية للسماح بإجراء أي اختبارات قنابل هيدروجينية في أستراليا. وليس لديها أي نية للسماح بإجراء أي تجارب مرتبطة باختبارات القنبلة الهيدروجينية هنا». في حين لم يكن سلاح الاندماج المعزز القنبلة الهيدروجينية، ارتبطت الاختبارات بالفعل بتطوير القنبلة الهيدروجينية.
أرسل رئيس وزراء المملكة المتحدة، السير أنطوني إيدن، برقية إلى رئيس وزراء أستراليا روبرت منزيس في 16 مايو 1955. فصل إيدن طبيعة وغرض الاختبارات. أوضح أن التجارب ستشمل إضافة عناصر خفيفة للدفع، لكنه وعد بعدم تجاوز حصيلة أي اختبار مرتين ونصف اختبار عملية الإعصار. لم يُكشف رسميًا عن الحصيلة المتوقعة أو الفعلية لاختبار الإعصار للمسؤولين الأستراليين، ولكن كانت الحصيلة المتوقعة 25 كيلو طن من (100 تيرا جول)، لذلك كان الحد الأعلى الموعود نحو 60 كيلو طن من (250 تيرا جول). أبلغ إدين منزيس أن الإطلاقين سيكونان من الأبراج، ما سيؤدي إلى خمس تداعيات عملية الإعصار، ولن يكون هناك خطر على الناس أو الحيوانات في البر الرئيسي. وأوضح أن استخدام جزر مونتي بيللو سيوفر ما يصل إلى ستة أشهر من وقت التطوير. أعلن منزيس موافقته على الاختبارات ببرقية في 20 يونيو 1955. 